# Obeleženi za smrt (strip)
Obeleženi za smrt je 46. epizoda serijala Julia obјavljena u Lunov magnus stripu #1012. Epizoda je premijerno u Srbiji objavljena 28. februara 2023. Koštala je 270 dinara (2,2 €, 2,3 $). Epizoda je imala 94 strane. Izdavač јe bio Golkonda iz Beograda. Tiraž ove sveske bio je 3.000 primeraka.

## Originalna epizoda
Ova epizoda je premijerno objavljena u Italiji kao #46. pod nazivom La morte è femmina (Smrt je žena) u 2. jula 2002. godine. Nacrtao ju je Mikelaco Ernesto, a scenario napisao Đankarlo Berardi (poznat po scenarijama za strip Ken Parker). Naslovnu stranu nacrtao je Marko Soldi.

## Kratak sadržaj
Julija je pozvana da istraži seriju naizgled nepovezanih ubistava. Posle napornog istraživanja svi putevi vode do jedne osobe - supruge osobe koja je poginula u nesrećnom slučaju kada je pokušao da izbegne automobil u kome su se vozile četiri osobe.

## Prethodna i naredna epizoda LMS
Prethodna epizoda LMS bila je sveska Velikog Bleka pod nazivom Đavolji učenik (LMS1011), a naredna Nik Rajdera pod nazivom Smrtonosna pesnica (LMS1013).